# Teporingonema cerropeladoensis
Teporingonema cerropeladoensis ist ein Fadenwurm, der parasitisch im Magen des Vulkankaninchens lebt.

## Beschreibung

### GattungTeporingonema
Der Körper ist fadenförmig, die Synlophe besteht aus in Längsrichtung des Körpers angeordneten parallelen Rillen einheitlicher Höhe, die mehrfach unterbrochen sind. Der Kopf ist kurz, die Mundöffnung wird von einem dicken, muskulären Ring umschlossen, an dessen Innenseite sich eine umlaufende Reihe hakenförmiger Zähne befindet. Hinter dem Ring erscheint die Mundöffnung wie ein Sechseck mit abgerundeten Ecken und weist sechs papillenartige Strukturen auf. Zu ihnen gehören die beiden Amphiden, die sich augenscheinlich nicht von den vier anderen Strukturen unterscheiden lassen. Der Ösophagus weist am vorderen Ende drei muskuläre Fortsätze auf, die in die ungewöhnlich große Mundhöhle hineinreichen und eine körnige Oberfläche haben. Nach hinten verengt er sich, so dass der Ösophagus insgesamt betrachtet keulenförmig erscheint.
Die Halspapillen sind ausgeprägt und befinden sich etwa auf zwei Dritteln der Länge von der Mundöffnung bis zum Übergang des Ösophagus in den Darm. Der Exkretionsporus befindet sich etwa ein Drittel der Körperlänge von der Mundöffnung entfernt. Männliche Würmer weisen vor der Bursa copulatrix ein Paar Papillen auf.
Die Bursa copulatrix der männlichen Exemplare ist langgestreckt und weist zwei große laterale Lappen und einen nur schwach ausgebildeten dorsalen Lappen auf. Die inneren Oberflächen der Lappen sind granuliert. Die ventralen Rippen sind voneinander getrennt und treffen an ihren Spitzen zusammen. Die dorsale Rippe ist schlank und mehrfach verzweigt. Ein Genitalhorn scheint vorhanden zu sein, die etwa 0,5 Millimeter langen Spicula sind gleichförmig, schlank und chitinisiert. Sie sind an der Basis verdickt und an den Spitzen zweigeteilt.
Die beiden Eileiter führen von den amphidelphischen Uteri in die muskuläre Vagina. Die Vulva befindet sich im hinteren Drittel des Körpers. Der Schwanz weiblicher Tiere ist schlank, mit einer abgerundeten Spitze.

### Teporingonema cerropeladoensis
Die Körper der Würmer sind langgestreckt und schlank, bei einer Länge von 5,0 bis 7,2 Millimeter bei männlichen und 9,9 bis 12 Millimeter bei weiblichen Fadenwürmern. Der Durchmesser beträgt 0,17 bis 0,32 Millimeter bei männlichen und 0,29 bis 0,31 Millimeter bei weiblichen Tieren. Die Synlophe  besteht aus 48 bis 50 Rillen von gleicher Höhe, die vielfach unterbrochen sind. Sie beginnen etwa in der Mitte des Oesophagus und reichen bei männlichen Exemplaren bis an die Bursa copulatrix, bei weiblichen fast bis an den Anus. Rings um die Öffnung der Mundhöhle befinden sich 52 Zähne von etwa 8 Mikrometer Länge mit nach innen gerichteten Haken, die in der Erstbeschreibung als „geformt wie holländische Holzschuhe“ beschrieben wurden und deren Basis zweigeteilt erscheint. Ein Ringnerv ist nicht vorhanden.
Die Eier sind wie bei anderen Arten der Familie Trichostrongylidae langgestreckt, bei einer Länge von etwa 70 und einem Durchmesser von etwa 44 Mikrometer.

## Verbreitung
Der Typuswirt und einzige bekannte Wirt von Teporingonema cerropeladoensis ist das Vulkankaninchen (Romerolagus diazi). Das Vulkankaninchen ist ein Endemit der zentralmexikanischen Sierra Volcánica Transversal mit mehreren kleinen und voneinander isolierten Verbreitungsgebieten, die insgesamt weniger als 400 Quadratkilometer umfassen.
Die zur Erstbeschreibung vorliegenden Exemplare stammten von zehn im Jersey Zoo verendeten Vulkankaninchen aus einem Erhaltungszuchtprogramm. Diese waren nahe der Ortschaft Parres in der Delegation Tlalpan am Fuße des Vulkans Cerro Pelado gefangen worden (19° 8′ 31,9″ N, 99° 12′ 1,1″ W).
Als artspezifischer Parasit ist Teporingonema cerropeladoensis der gleichen Bestandsgefährdung wie sein Wirt unterworfen. Das Vulkankaninchen wird von der International Union for Conservation of Nature and Natural Resources (IUCN) aufgrund des sehr kleinen Verbreitungsgebietes und der starken Bestandsrückgänge als bedroht (endangered) eingestuft.

## Lebensweise
Teporingonema cerropeladoensis lebt parasitisch im Magen des Vulkankaninchens (Romerolagus diazi).

## Systematik

### Erstbeschreibung
Die Erstbeschreibung von Teporingonema cerropeladoensis erfolgte durch die britische Helminthologin Eileen A. Harris vom Londoner Natural History Museum in einem 1985 im Journal of Natural History veröffentlichten Artikel.
Harris standen fünf männliche und zehn weibliche Fadenwürmer zur Verfügung, die überwiegend in einem schlechten Zustand waren. Die Untersuchung der Fadenwürmer erlaubte keine Einordnung in die bestehende unübersichtliche und teils widersprüchliche Systematik. 1982 war von der Helminthologin Lynda M. Gibbons und ihrem Kollegen Lotfi F. Khalil vom britischen Commonwealth Institute of Parasitology ein Bestimmungsschlüssel für die Familie Trichostrongylidae veröffentlicht worden. Diesem Schlüssel zufolge wären die untersuchten Fadenwürmer in die Unterfamilie Haemonchinae einzuordnen gewesen, was aber aufgrund anderer Merkmale ausgeschlossen war. 1983 legte ihre französische Kollegin Marie-Claude Durette-Desset einen Bestimmungsschlüssel für die Überfamilie Trichostrongyloidea vor. Die Anwendung dieses Schlüssels führte zur Einordnung in die Unterfamilie Libyostrongylinae, ohne jedoch eine Zuordnung zu einer bestehenden Gattung zu ermöglichen. Aufgrund der außergewöhnlichen und in keiner anderen Gattung der Unterfamilie Libyostrongylinae vorzufindenden Merkmale wie der großen Mundhöhle mit 52 Zähnen und den in die Mundhöhle reichenden granulierten Fortsätzen des Ösophagus stellte Harris daher die neue Gattung Teporingonema auf.
Bei einer kladistischen Analyse der Trichostrongyloidea wurde die Gattung 1999, gemeinsam mit den ähnlichen Gattungen Obeliscoides, Biogastranema, Hoazinstrongylus und Tapironema in die neue Unterfamilie Obeliscoidinae innerhalb der Familie Cooperiidae gestellt, die Libyostrongylinae enthalten jetzt nur noch Gattungen aus der Äthiopis.
Der Holotypus und 14 Paratypen befinden sich in der Sammlung des Londoner Natural History Museum.

### Etymologie
Der Gattungsname Teporingonema ist von der im Vergleich zu Zacatuche seltener verwendeten einheimischen Bezeichnung Teporingo für das Vulkankaninchen abgeleitet. Die ursprüngliche Wortbedeutung ist nicht bekannt. Das Suffix -nemo entstammt dem altgriechischen νῆμα (nêma) mit der Bedeutung Garn oder Faden, hier im Sinne einer Zuordnung zu den Fadenwürmern (Nematoda).
Der Artname cerropeladoensis nimmt Bezug auf den Ort, an dem die Wirte der untersuchten Exemplare gefangen worden sind. Das spanische cerro bedeutet Hügel, Pelado ist der Eigenname eines Vulkans am Fundort.

### Synonymie
Lamothiella romerolagi González-Ortega, 1984: in ihrer 1984 eingereichten aber nicht veröffentlichten Bachelor-Arbeit beschrieb die brasilianische Helminthologin Marlen Gonzáles-Ortega die Gattung Lamothiella mit der einzigen Art Lamothiella romerolagi. Dabei wies sie darauf hin, dass eine formal gültige Erstbeschreibung im Druck sei. Eine solche Veröffentlichung ist nicht nachweisbar. Die Internationalen Regeln für die Zoologische Nomenklatur erkennen akademische Abschlussarbeiten nur dann als für die zoologische Nomenklatur verfügbare Publikation an, wenn sie auch gedruckt erschienen sind. Daher gilt der Name Lamothiella romerolagi als nicht veröffentlicht. Er wurde jedoch in der Sekundärliteratur gelegentlich verwendet, so 1988 in den Helminthological Abstracts und 1990 in einer dem Wirt Romerolagus diazi gewidmeten Ausgabe der Mammalian Species. Die britische Helminthologin Lynda M. Gibbons betrachtet Lamothiella González-Ortega, 1984 als Synonym von Teporingonema Harris, 1985.